# Athysanini
Los atisaninos (Athysanini) son una tribu de hemípteros auquenorrincos de la familia Cicadellidae. Tiene distribución cosmopolita. Cuenta con los siguientes géneros.

## Géneros
- Abrus - Aequcephalus - Alaca - Alladanus - Alodeltocephalus - Ancudana - Andanus - Angubahita - Angulanus - Antoniellus - Aplanatus - Arahura - Arawa - Aricanus - Artucephalus - Atanus - Athysanus - Bahita - Ballana - Bambusana - Bandara - Bandarana - Bandaromimus - Bardana - Baroma - Benibahita - Bergolix - Bolotheta - Bonneyana - Brasilanus - Brazosa - Brincadorus - Cabimanus - Cahya - Caphodus - Caranavia - Carelmapa - Caruya - Chaparea - Chlorotettix - Chonosina - Cicaduloida - Circulifer - Chlorindala - Colladonus - Comayagua - Concepciona - Consepusa - Conversana - Costamia - Cozadanus - Crassana - Dampfiana - Dariena - Deltanus - Desertana - Devolana - Doleranus - Dolyobius - Eusceloidia - Excavanus - Excultanus - Exitianus - Faltala - Frequenamia - Garapita - Guaporea - Hecaloidia - Hegira - Hododoecus - Huachia - Huancabamba - Idiodonus - Ilagia - Ileopeltus - Jaacunga - Kanorba - Kramerana - Krameraxus - Lajolla - Lascumbresa - Limotettix - Limpica - Lojanus - Macrasana - Mattogrossus - Megabahita - Megadorus - Melanetettix - Menosoma - Mesadorus -Mexicananus - Mimodorus - Mocoa - Napo - Neocrassana - Neohegira - Neomesus - Neophlepsius - Nephotettix - Ollarianus - Omanana - Onura - Opsius - Oxycephalotettix - Pachytettix - Parabahita - Paracolladonas - Paracrassana - Paraganus - Paranurenus - Paraphlepsus - Paratanus - Perubahita - Perundanus - Phlepsanus - Phlepsobahita - Pingellus - Platyretus - Premanus - Pseudalaca - Pseudaligia - Pseutettix - Renonus - Retusanus - Rinconada - Rineda - Saavedra - Sanestebania - Sanuca - Scaphetus - Scaphoidula - Serratus - Serridonus - Sinchonoa - Soracte - Spinulana - Stoneana - Stirellus - Suarezia - Taperinha - Tenuisanus - Texananus - Thamnophryne - Tingolix - Tinopyx - Tropicanus - Tubulanus - Usanus - Virganana - Yungasia - Yuraca - Zabrosa[2]